# Kija (affluente dello Enisej)
La Kija (in russo Кия?) è un fiume della Russia siberiana orientale, affluente di destra dell'Enisej. Scorre nei rajon Severo-Enisejskij e Enisejskij del Territorio di Krasnojarsk.
Il fiume ha origine ai piedi dei monti Taganskij. Scorre in direzione sud-occidentale attraverso foreste di betulle. Ha una lunghezza di 134 km e il suo bacino è di 3 350 km². Sfocia nell'Enisej a 1 934 km dalla foce. Il suo maggior affluente è la Severnaja (lungo 94 km).